# Comuna Dernivka, Barîșivka
Dernivka (în ucraineană Дернівка) este o comună în raionul Barîșivka, regiunea Kiev, Ucraina, formată din satele Dernivka (reședința) și Hlopkiv.

## Demografie
Componența lingvistică a comunei Dernivka
     Ucraineană (98,08%)
     Rusă (1,92%)
Conform recensământului din 2001, majoritatea populației comunei Dernivka era vorbitoare de ucraineană (98,08%), existând în minoritate și vorbitori de rusă (1,92%).